# Keiiti Aki
Pour les articles homonymes, voir Aki.
Keiiti Aki (安芸敬一), né le 3 mars 1930 à Yokohama, au Japon, et mort le 17 mai 2005  à Saint-Pierre (La Réunion), est un sismologue japonais et américain (naturalisé en 1976). Ses travaux pionniers l'amènent à définir avec précision la limite lithosphère-asthénosphère et il développe la notion de moment sismique qui devient un standard en sismologie. Son livre Quantitative seismology fait référence dans le domaine.

## Biographie
Keiiti Aki grandit au Japon dans une famille d'ingénieurs. Il poursuit des études en géosciences à l'université de Tokyo et obtient une licence, en 1952, et un doctorat, en 1958. Il occupe ensuite un poste de post-doctorant au California Institute of Technology, aux États-Unis, de 1958 à 1960. De retour au Japon, il devient professeur associé en 1963 à l'Institut de recherche sur les séismes de l'université de Tokyo. En 1964, un important séisme se produit à Niigata. Aki se sert de ce cas d'école pour mettre en application et tester son idée de calcul du moment sismique.
En 1966, Aki est nommé professeur de géophysique au Massachusetts Institute of Technology à la demande du sismologue Frank Press avec qui il a déjà travaillé lors de son passage à Caltech. C'est là qu'avec son équipe il s'intéresse à la structure interne de la Terre et délimite, grâce à l'analyse par tomographie des ondes sismiques, les limites supérieures de la lithosphère et de l'asthénosphère avec précision.
En 1984, Aki rejoint l'université de Californie du Sud où il occupe la chaire de la fondation Keck. C'est sous son impulsion qu'y est créé le Centre de sismologie de Californie du Sud.

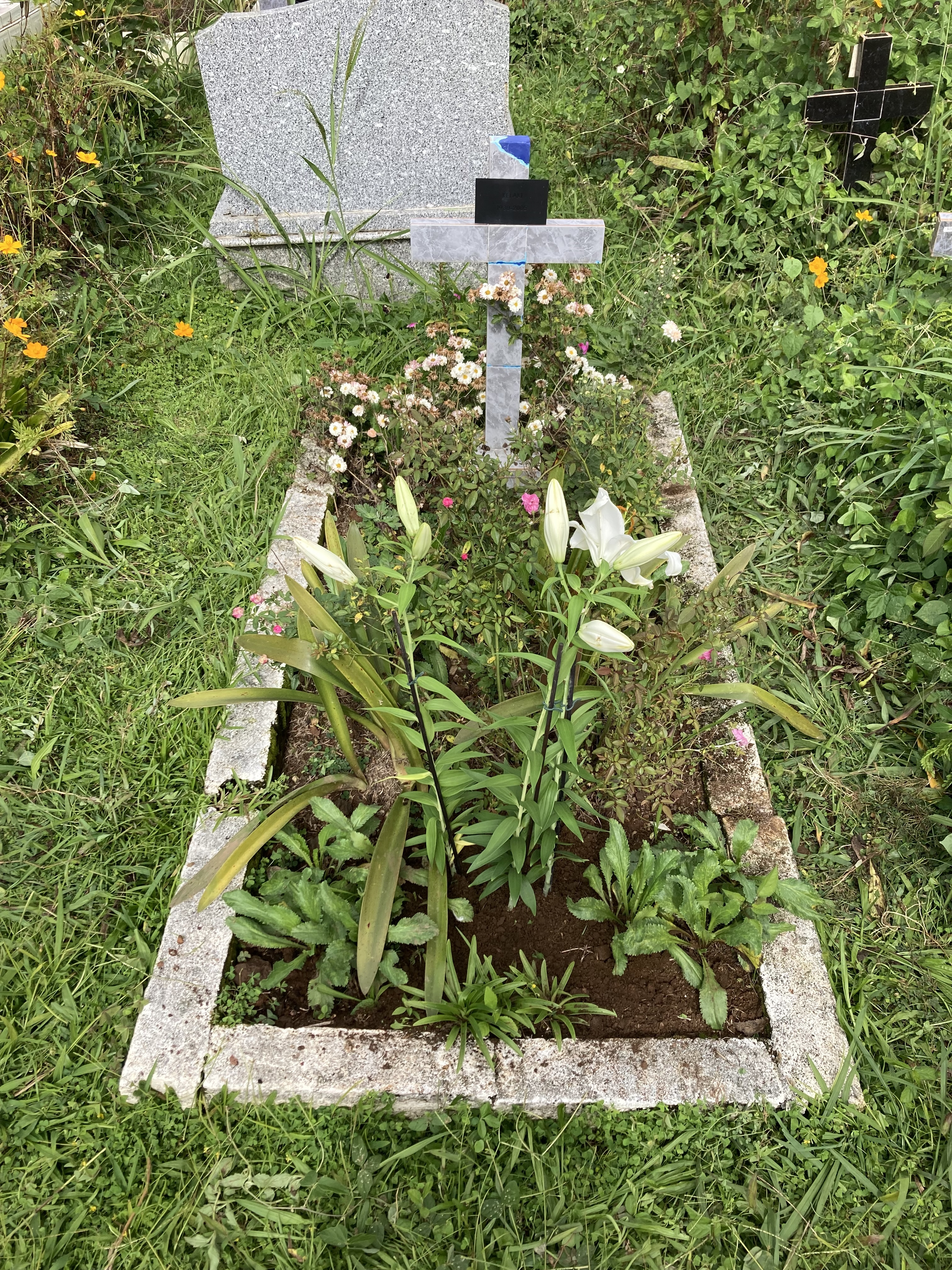
Tombe de Keiiti Aki (cimetière du Tampon, La Réunion)

En 1995, Aki rejoint l'Observatoire volcanologique du Piton de la Fournaise, sur l'île de La Réunion. Il part en semi-retraite en 2000 mais reste vivre sur l'île où il continue ses recherches sur la sismologie des volcans. Le 13 mai 2005, il fait une chute accidentelle en pleine rue dans la commune du Tampon où il résidait, et meurt le 17 mai 2005 à Saint-Pierre. Il est inhumé au cimetière du Tampon.

## Postérité
Keiiti Aki, régulièrement cité dans la deuxième moitié du XXe siècle, est un pionnier dans de nombreuses disciplines de la sismologie comme la sismogénèse, la tomographie sismique ou la sismologie volcanique,. Il est le premier à introduire des lois d'échelle fondamentales pour le spectre et la coda sismiques, et il développe le concept de moment sismique qui devient un standard au même titre que la magnitude. Il calcule également le premier modèle dynamique pour simuler les mouvements forts du sol lors d'un séisme, ouvrant ainsi la voie à une meilleure prévention des séismes.
Auteur et coauteur de plus de 200 articles scientifiques en sismologie, Aki est également l'auteur ou l'éditeur de plusieurs livres spécialisés. Il est notamment avec Paul G. Richards (en) l'auteur du livre de référence de la sismologie moderne, Quantitative seismology, publié en 1980 et réédité depuis.
Aki est membre de nombreuses sociétés savantes telles que l'Académie nationale des sciences des États-Unis (NAS), l'Académie américaine des arts et des sciences, ou encore l'Union européenne de géophysique (EGU). Il préside la Seismological Society of America pour le mandat 1979-1980. Pour son travail il reçoit de nombreuses distinctions tout au long de sa carrière.
En 2008, l'American Geophysical Union crée le Keiiti Aki Early Career Award (Prix K. Aki Jeune Chercheur) destiné à récompenser chaque année un scientifique en début de carrière dans le domaine de la sismologie

## Récompenses et distinctions
- Médaille de la Seismological Society of America en 1986
- Médaille Thorarinsson en 2000
- Médaille William-Bowie en 2004
- Médaille Beno-Guntenberg en 2005